# نمره منفی (رانندگی)
نمره منفی یک سیستم تنبیهی برای رانندگان متخلف در برخی از کشورها می‌باشد که به موجب آن، رانندگانی که در یک بازه زمانی مشخص، تخلفات رانندگی متعدد و خطرناکی را سبب شوند که میزان نمره منفی اختصاص داده شده به آنها توسط نیروی انتظامی آن کشور بیشتر از حد مجاز باشد، علاوه بر جرایم نقدی، گواهینامه رانندگی آنها به اقتضای میزان نمره منفی، تعلیق یا باطل می‌شود.
در کشورها، همواره ساز و کار تعریف شده‌ای برای لغو شدن نمره‌های منفی اختصاص داده شده برای متخلفین در نظر گرفته می‌شود به طوریکه در صورتی که این افراد در یک بازه زمانی تعیین شده، تخلف جدیدی را مرتکب نشوند یا نمره منفی جدیدی کسب نکنند، نمره‌های منفی قبلی در طول زمان باطل می‌گردند.